# Kambuzia Partovi

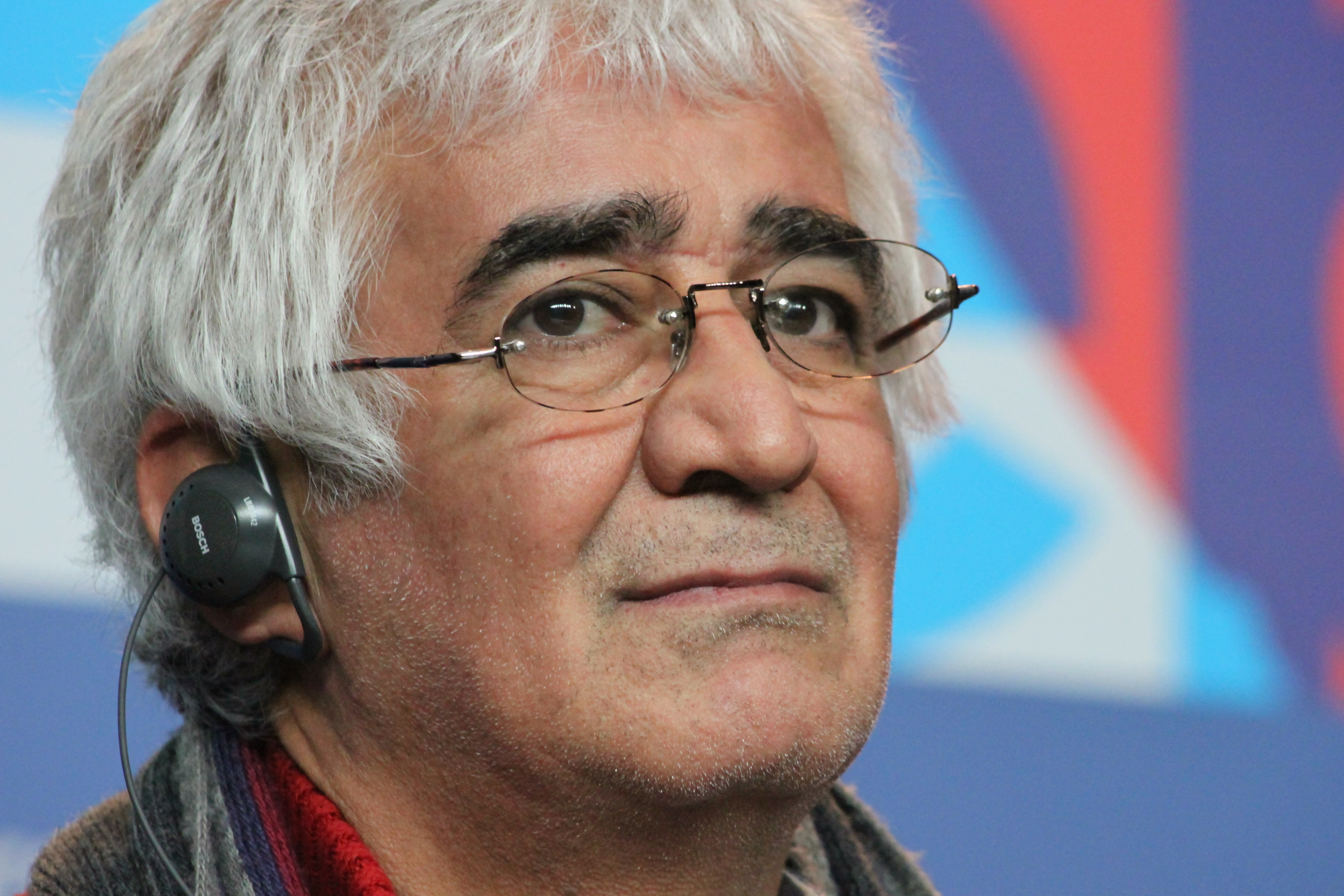
Kambuzia Partovi bei der 63. Berlinale (2013)

Kambuzia Partovi (persisch کامبوزیا پرتوی; * 1955 in Rascht; † 24. November 2020 in Teheran) war ein iranischer Filmregisseur und Drehbuchautor.

## Leben
Partovi wurde 1955 in der Nähe von Rostam Abad am Kaspischen Meer geboren. Nach dem Studium der Theaterwissenschaften verfasste er zunächst hauptsächlich Drehbücher für Fernsehserien. Sein Spielfilmdebüt als Regisseur gab er 1988 mit Golnar. Sein Film Café Transit wurde 2007 als iranischer Kandidat für eine Oscarnominierung in der Kategorie bester fremdsprachiger Film ausgewählt.
Darüber hinaus war Partovi vor allem für seine Zusammenarbeit mit Jafar Panahi bekannt. So schrieb er das Drehbuch für Panahis Film Der Kreis, der in Venedig mit dem Goldenen Löwen ausgezeichnet wurde. Im Jahr 2013 feierte ihr gemeinsamer Film Pardé seine Premiere auf den Internationalen Filmfestspielen Berlin. Aufgrund des von den iranischen Behörden verhängten Ausreiseverbots Panahis musste Partovi die von der Internationalen Jury verliehene Auszeichnung für das beste Drehbuch alleine entgegennehmen. Das iranische Kultusministerium bezeichnete den Film als „illegal“ und legte Protest gegen die Aufführung des Films auf der Berlinale ein. Da Filme im Iran nur mit Erlaubnis gedreht und vertrieben werden dürften, handele es sich hierbei nach Aussage des Vize-Kultusministers Dschawad Schamaghdari „um eine Straftat“.
Partovi starb im November 2020 im Alter von 65 Jahren in Teheran an den Folgen von COVID-19.

## Filmografie (Auswahl)
- 1988: Golnâr (persisch گلنار, ‚Granatapfelblüte‘)
- 1990: Mâhi (persisch ماهى, ‚Der Fisch‘)
- 1997: Naneh Lâlâ va farzandânesh (persisch ننه لالا و فرزندانش, ‚Mama Lālā und ihre Kinder‘)
- 2000: Dâyereh (persisch دايره, ‚Der Kreis‘, nur Drehbuch)
- 2002: Man, Tarâneh, pânzdah sâl dâram (persisch من ترانه پانزده سال دارم, ‚Ich, Taraneh, bin 15 Jahre alt‘, nur Drehbuch)
- 2004: Khâkestar-o-khâk (persisch خاكستر و خاك, ‚Asche und Staub‘, nur Drehbuch)
- 2005: Café Transit
- 2013: Pardé (persisch پرده, ‚Vorhang‘, Closed Curtain, Co-Regie mit Jafar Panahi)

## Ehrungen und Auszeichnungen
- Internationale Filmfestspiele Berlin 1990: UNICEF-Preis (Der Fisch)
- Filmfestival Mar del Plata 2006: ACCA Jury Preis (Café Transit)
- Internationale Filmfestspiele Berlin 2013: Silberner Bär für das beste Drehbuch (Pardé, gemeinsam mit Jafar Panahi)